# 1882 Rauma
1882 Rauma eller 1941 UJ är en asteroid i huvudbältet som upptäcktes den 15 oktober 1941 av den finska astronomen Liisi Oterma vid Storheikkilä observatorium. Den har fått sitt namn efter den finska staden Raumo.
Asteroiden har en diameter på ungefär 17 kilometer och den tillhör asteroidgruppen Eos.